# Andreas Hilbert
Andreas Hilbert (* 30. Mai 1966 in Ramstein-Miesenbach; † 1. März 2019) war ein deutscher Wirtschaftsinformatiker und von 2004 bis 2019 Professor für Wirtschaftsinformatik an der TU Dresden.

## Werdegang
Nach dem Abitur am Johanneum in Homburg studierte Hilbert Wirtschaftsmathematik an den Universitäten Kaiserslautern und Karlsruhe (TH) und promovierte 1998 am Lehrstuhl für Mathematische Methoden der Wirtschaftswissenschaften der Universität Augsburg mit der Arbeit Zur Theorie der Korrelationsmaße zum Dr. rer. pol.
Von 1998 bis 2009 war er u. a. Dozent für Statistik und Data Mining an der Bayerischen Akademie für Werbung und Marketing (BAW) in München. Im Jahr 2003 habilitierte er sich im Fach Betriebswirtschaftslehre und erhielt im Jahr 2004 den Ruf an die TU Dresden, wo er die Professur für Wirtschaftsinformatik mit Schwerpunkt Business Intelligence Research übernahm. Seither war Hilbert in Forschung, Lehre und Beratung in den Bereichen Marktforschung, statistische Datenanalyse, Data Mining und Business Analytics tätig. Andreas Hilbert verfasste Veröffentlichungen und hielt Vorträge über wissenschaftliche Themen. Außerdem war er Vorsitzender des Business Intelligence Research e. V. (Dresden) und Mitglied des Leitungsgremiums der Fachgruppe Business Intelligence der Gesellschaft für Informatik e. V.

## Publikationen (Auswahl)
- 1996: Portefeuilleselektion unter Berücksichtigung des Anlagehorizonts (mit Rainer Lasch)
- 1997: Bonitätsprüfung von Firmenkunden mit Hilfe künstlicher neuronaler Netze (mit Thomas Dittmar)
- 1997: Mathematische Planungsmethoden in der betrieblichen Produktion und Logistik : eine empirische Untersuchung (mit Udo Bankhofer)
- 2004: Entwicklung eines Erklärungsmodells der Kundenbindung : am Beispiel des High-involvement-Produktes Automobil (mit Sascha Raithel)
- 2004: Empirische Evaluation eines Kausalmodells zur Erklärung der Kundenbindung : am Beispiel des High-involvement-Produktes Automobil (mit Sascha Raithel)
- 2008: Kapazitätssteuerung im Dienstleistungsbereich unter Berücksichtigung des Kundenwertes (mit Tobias von Martens)
- 2011: Systematisierung und Berücksichtigung von Unsicherheiten im Revenue Management (mit Michael Mohaupt)
- 2012: Energy intelligence : Anwendung von business intelligence auf Daten aus dem smart metering (mit Tobias Weiss)
- 2013: Entwicklung eines generischen Vorgehensmodells für Text Mining (mit Andreas Schieber)